# .qa
.qa — национальный домен верхнего уровня для Катара.

## Регистрация в домене
Введён в 1996 году, изначально управлялся первым интернет-провайдером — Q-Tel. Открытая регистрация доступна с 2011 года, ранее реестр доменов был закрыт и действовала строгая политика регистрации.
Доступны IDN-доменные имена на арабском языке, также доступен домен верхнего уровня «قطر.» (на 2013 год в нём числилось 357 доменов).
Регистрацию в домене .qa предоставляют 15 организаций, из них 12 — крупные международные регистраторы.

### Домены второго уровня
Ряд доменов второго уровня доступен для регистрации в зависимости от рода деятельности:
- .com.qa — коммерческие организации
- .edu.qa — университеты
- .sch.qa — школы
- .gov.qa — государственные организации
- .mil.qa — министерство обороны
- .net.qa — сетевые провайдеры
- .org.qa — некоммерческие организации